# 阿莱曼战役
阿莱曼战役(Battles of El Alamein) 第二次世界大战英军与德、意军在埃及阿莱曼地区的战役。1942年开始，分为两次。战斗发生在埃及阿莱曼地区周围的一个名为阿莱曼的铁路站。在战役中，盟军（主要是大英帝国）在克劳德·奥金莱克元帅领导的第一次战役和伯纳德·劳·蒙哥马利领导的第二次战役。
- 第一次阿莱曼战役 - 1942年7月1日-27日
- 第二次阿莱曼战役 - 1942年10月23日至11月4日